# Соботиште
Соботиште (слч. Sobotište) насељено је мјесто са административним статусом сеоске општине (слч. obec) у округу Сењица, у Трнавском крају, Словачка Република.

## Становништво
| Година:    | 1994. | 2004.   | 2014.   | 2024.   |
| ---------- | ----- | ------- | ------- | ------- |
| Број људи: | 1582  | 1536    | 1485    | 1483    |
| Разлика:   |       | -2,90 % | -3,32 % | -0,13 % |

| Година:    | 2023. | 2024.   |
| ---------- | ----- | ------- |
| Број људи: | 1476  | 1483    |
| Разлика:   |       | +0,47 % |

Према подацима о броју становника из 2024. године насеље је имало 1483 становника.